# 托马什·弗兰库斯基
托马什·弗兰库斯基（Tomasz Frankowski，1974年8月16日—），波兰前职业足球运动员，當時他司职前锋。托马什·弗兰库斯基長期效力於维斯瓦克拉科夫足球俱乐部。他曾在波蘭足球甲級聯賽的302场比赛中打进 168球，是該联赛历史上第三位射手，并且四次成为联赛最佳射手。
他曾为波蘭國家足球隊出場22次，打进10球。2019年，他當選欧洲议会議員，所屬政黨是公民綱領。